# Varga Pál (karmester)
Varga Pál (Prága, 1908. április 5. – Budapest, 1986. augusztus 1.) magyar karmester.

## Életpályája
Tanulmányait 1927–1932-ben a budapesti Nemzeti Zenedében végezte (orgona, zeneszerzés, karmesterképző) Sugár Viktor, Lajtha László és Fleischer Antal tanítványaként. 1929–1946 között a Magyar Állami Operaház (közben 1933–1935-ben a Városi Színház) korrepetitora volt. Az Operaházban főleg Sergio Failoni mellett dolgozott. 1947 és 1969 között a Magyar Állami Operaház karmestere volt. A legnagyobb sikereit  francia és  olasz operákkal aratta. 1969-től a budapesti Zeneművészeti Főiskolán az idegen nyelvű szerepgyakorlat tanára lett. Ő alapította 1959-ben  az Operaház tagjaiból alakult Budapesti Kamarazenekart, amelynek 1967-ig a vezetője volt. Zsűritag volt több nemzetközi énekversenyen.

## Bemutatói
Több mű hazai bemutatója fűződik nevéhez: Menotti: A telefon; Respighi: Trittico Botticelliano; Ránki György: Don Quijote és Dulcinea.

## Díjai, elismerései
- 1955 – Szocialista Munkáért Érdemérem
- 1978 – Munka Érdemrend arany fokozat
- 1996 – a Magyar Állami Operaház örökös tagja (posztumusz)